# Jessica osoriana
Espèce
Synonymes
- Osoriella osoriana Mello-Leitão, 1922
- Anyphaena rufibarbis Mello-Leitão, 1943

Jessica osoriana est une espèce d'araignées aranéomorphes de la famille des Anyphaenidae.

## Distribution
Cette espèce se rencontre au Brésil, au Paraguay et en Argentine.

## Description
Le mâle décrit par Brescovit en 1997 mesure 10,80 mm et la femelle 13,40 mm, les mâles mesurent de 6,50 à 10,80 mm et les femelles de 9,00 à 13,40 mm.

## Publication originale
- Mello-Leitão, 1922 : Novas clubionidas do Brasil. Archivos da Escola Superior de Agricultura e Medicina Veterinaria, Rio de Janeiro, vol. 6, p. 17-56.